# Metopoplectus taiwanensis
Metopoplectus taiwanensis là một loài bọ cánh cứng trong họ Cerambycidae.